# Acropyga
Acropyga é um gênero de insetos, pertencente a família Formicidae.

## Espécies
- Acropyga acutiventris
- Acropyga ambigua
- Acropyga amblyops
- Acropyga arnoldi
- Acropyga bakwele
- Acropyga baodaoensis
- Acropyga berwicki
- Acropyga borgmeieri
- Acropyga bruchi
- Acropyga butteli
- Acropyga crassicornis
- Acropyga decedens
- Acropyga distinguenda
- Acropyga dodo
- Acropyga donisthorpei
- Acropyga dubia
- Acropyga dubitata
- Acropyga emeryi
- Acropyga epedana
- Acropyga exsanguis
- Acropyga fuhrmanni
- Acropyga goeldii
- Acropyga guianensis
- Acropyga indistincta
- Acropyga indosinensis
- Acropyga inezae
- Acropyga jiangxiensis
- Acropyga kathrynae
- Acropyga keira
- Acropyga kinomurai
- Acropyga lauta
- Acropyga major
- Acropyga marshalli
- Acropyga meermohri
- Acropyga mesonotalis
- Acropyga moluccana
- Acropyga myops
- Acropyga nipponensis
- Acropyga oceanica
- Acropyga oko
- Acropyga pachycera
- Acropyga palaga
- Acropyga paleartica
- Acropyga pallida
- Acropyga paludis
- Acropyga panamensis
- Acropyga paramaribensis
- Acropyga parvidens
- Acropyga pickeli
- Acropyga quadriceps
- Acropyga robae
- Acropyga rutgersi
- Acropyga sauteri
- Acropyga silvestrii
- Acropyga smithii
- Acropyga termitobia
- Acropyga trinitatis
- Acropyga undecema
- Acropyga undet
- Acropyga urichi
- Acropyga wheeleri
- Acropyga yaeyamensis